# Campionato sudamericano maschile di pallavolo 1997
Il XXII campionato sudamericano maschile di pallavolo si è svolto dal 29 agosto al 14 settembre 1997 a Caracas, in Venezuela. Al torneo hanno partecipato 10 squadre nazionali sudamericane e la vittoria finale è andata per la ventunesima volta, la sedicesima consecutiva, al Brasile.

## Squadre partecipanti
| - Argentina - Brasile - Cile - Colombia - Ecuador | - Guyana - Paraguay - Perù - Uruguay - Venezuela |

## Gironi
| Girone A                        | Girone B                     |
| ------------------------------- | ---------------------------- |
| Argentina Cile Paraguay Uruguay | Colombia Ecuador Guyana Perù |

## Classifica finale
| Classifica | Squadre   |
| ---------- | --------- |
|            | Brasile   |
|            | Venezuela |
|            | Argentina |
| 4          | Perù      |
| 5          | Cile      |
| 6          | Colombia  |
| 7          | Paraguay  |
| 8          | Ecuador   |
| 9          | Uruguay   |
| 10         | Guyana    |